# Viaggio senza ritorno
Viaggio senza ritorno (Truth or Consequences, N.M.) è un film del 1997 diretto e interpretato da Kiefer Sutherland con Vincent Gallo, Mykelti Williamson e Kevin Pollak.
In questa pellicola neo-noir, la trama ruota attorno ad un furto di droga andato male, nel quale le vicende precipitano velocemente.

## Trama
Raymond Lembecke è appena uscito di prigione, dopo aver scontato la pena per spaccio di droga per conto del proprio boss, Tony Vago; Lembecke era innocente ed è andato in prigione al posto di Vago, quindi tornato in libertà si aspetta che il boss sia riconoscente con lui, invece questi lo colloca a lavorare in un magazzino. Per questo, Lembecke decide di vendicarsi, rubando una partita di 30 kg. di droga (del valore di un milione di dollari) dal magazzino.
Lembecke organizza la rapina con Marcus Weans e Curtis Freley, un grilletto facile dalla personalità disturbata. La rapina si rivela subito un mezzo fiasco: uccidono un agente della DEA sotto copertura, quindi. Decidono di lasciare la città e dirigersi a Las Vegas per vendere la droga, per poi ritirarsi definitivamente in Messico.
Durante la fuga, rapiscono una coppia e se ne impossessano del camper, ma anche questa scelta si rivelerà fatale, in quanto l'uomo rapito, Gordon Jacobson, forse vittima della Sindrome di Stoccolma, comincia a emulare i suoi rapitori. Alla fine, oltre che dalla DEA, il gruppo si ritrova a scappare dalla mafia.

## Produzione

### Riprese
Il film è stato girato a Heber, Hurricane, Park City, Rockville, Salt Lake City, Washington (tutte città dello Utah) e a Las Vegas e Mesquite (nel Nevada), ma neanche una scena è stata girata a Truth or Consequences, la località del New Mexico che dà il nome originale al film.